# Municipio di Besançon
Il Municipio di Besançon (in francese: Hôtel de ville de Besançon) è un antico palazzo del centro storico di Besançon nella Franca Contea, sede comunale della città.

## Storia
Un municipio sull'attuale piazza dell'8 settembre venne dapprima costruito nel 1393. L'architetto Richard Maire modificò e ingrandì l'edificio nel 1573. La facciata, a bugnato, riprende quella dei palazzi rinascimentali italiani. Una grande nicchia presente sulla facciata ospitava, sino alla rivoluzione francese, una statua di bronzo dell'imperatore Carlo V a cavallo di un'aquila a due teste.
Il palazzo venne dichiarato monumento storico il 17 dicembre 1912.